# Germaine Mason
Germaine Mason (20. ledna 1983, Kingston, Jamajka – 20. dubna 2017) byl britský sportovec jamajského původu, který se věnoval atletické disciplíně skok do výšky. Od roku 2006 reprezentoval Velkou Británii, pro kterou získal na letních olympijských hrách 2008 v Pekingu stříbrnou medaili.
Ve své sbírce měl stříbrnou medaili z juniorského mistrovství světa 2000 v Santiagu. O dva roky později vybojoval na stejném šampionátu v jeho rodném Kingstonu bronzovou medaili. V roce 2004 získal společně s českým výškařem Jaroslavem Bábou a Rumunem Ştefanem Vasilachem bronzovou medaili na halovém mistrovství světa v Budapešti. Později jeho výkony stagnovaly, když neprošel sítem kvalifikace jak na mistrovství Evropy 2006 v Göteborgu, tak na mistrovství světa 2007 v Ósace, kde shodně předvedl jen 219 cm.
V roce 2008 získal překvapivě na olympiádě v Pekingu stříbrnou medaili, když zdolal napoprvé 234 cm, stejně jako Rus Jaroslav Rybakov, který však měl horší technický zápis a získal bronz. V roce 2009 byl nucen vynechat mistrovství světa v Berlíně kvůli zranění kotníku.
Zemřel na Jamajce při nehodě na motocyklu 20. dubna 2017.

## Osobní rekordy
- hala – (230 cm – 8. února 2003, Arnstadt)
- venku – (234 cm – 9. srpna 2003, Santo Domingo)